# Säerin (Briefmarkenserie)
Briefmarken mit dem Motiv Säerin (frz. „Semeuse“) wurden in Frankreich ab 1903 ausgegeben. Sie zeigen eine schreitende Frauengestalt mit phrygischer Mütze und im Gegenwind wehenden Haaren, die mit der linken Hand einen Beutel hält und mit der rechten Hand zum Auswerfen des Saatguts ausholt. Dasselbe Motiv ist auf französischen Münzen der Emissionen von 1899 und von 1960 zu finden. Der Entwurf stammt von Oscar Roty, der Stecher war zunächst Louis-Eugène Mouchon. Ihre Namen sind unterhalb des Markenbilds angegeben.
Die Marken wurden in zwei Grundtypen gedruckt: mit liniertem Hintergrund (ab 1903) und mit glattem Hintergrund (ab 1906). Die meisten Ausgaben erschienen vor dem Zweiten Weltkrieg.

## Säerin auf liniertem Hintergrund

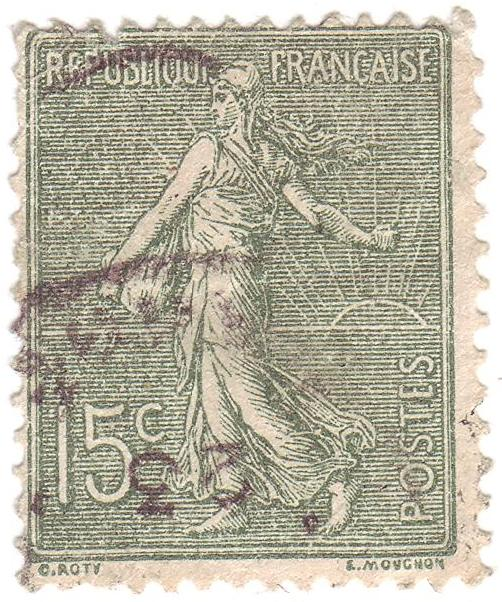
Säerin auf liniertem Hintergrund, 1903

Alle Marken dieses Typs bis auf die letzten beiden Ausgaben zeigen rechts hinter der Gestalt der Säerin eine Sonne am Horizont (angesichts des Schattenwurfs im Bild eigentlich eine unlogische Anordnung).
Sie erschienen in zwei großen Serien 1903 und 1921 bis 1929 im Buchdruck im Format 17 mm × 21 mm und der Zähnung 14:13½ sowie in veränderter Ausführung 1960/1961, ebenfalls im Buchdruck, demselben Format und derselben Zähnung, und 2003 als selbstklebende Marke im Stichtiefdruck.
Die Ausgabe von 1903 umfasst folgende Werte: 10 c, 15 c, 20 c, 25 c und 30 c. Der Wert zu 15 c wurde 1927 vom Verkauf zurückgezogen.
Die Ausgabe aus den 1920er Jahren umfasst folgende Werte (Neuausgaben gleicher Wertstufen gingen mit Farbänderungen einher):
- 50 c (1921),
- 60 c, 65 c, 85 c (1924),
- 45 c, 50 c, 80 c (1925),
- 50 c, 75 c, 1 F, Überdruck 50 c auf 65 c, Überdruck 50 c auf 80 c, Überdruck 50 c auf 85 c, (1926),
- Überdruck 50 c auf 60 c, 50 c mit Aufdruck "+ 25 c Caisse d'Amortissement" (1927),
- 50 c mit Aufdruck "+ 25 c Caisse d'Amortissement" (1928),
- 40 c (2 Werte), 65 c, 1.10 F, 2 F (1929)

1938 erschien noch eine Marke zu 50 c.
Später erschienen zwei Werte in neuer Währung zu 20 c (1960) und 30 c (1961) in zweifarbiger Ausführung ohne die Sonne im Hintergrund, die von Jules Piel entworfen und gestochen wurden. Diese und alle vorhergehenden Ausgaben tragen die Inschrift "REPUBLIQUE FRANÇAISE / POSTES".
2003 erschien ein Markenheftchen mit 10 selbstklebenden Marken, davon 5 im Muster "Marianne du 14 Juillet" mit permanenter Gültigkeit und 5 im Muster "Säerin auf liniertem Hintergrund" im Format 15 mm × 21 mm zu 0.50 EUR mit der Inschrift "RF / LA POSTE".
Auf der Sonderausgabe zur Briefmarkenausstellung Philex-Jeunes 1984 in Dunkerque wird das Motiv ebenfalls aufgegriffen, indem die Säerin aus dem Markenrahmen schreitend dargestellt wird. Ein Ausschnitt des Musters wurde auch 1996 für die Sonderausgabe zum Tag der Briefmarke verwendet.

## Säerin auf glattem Hintergrund

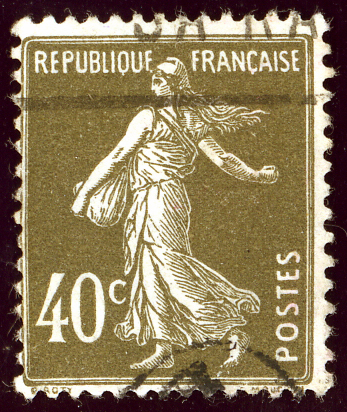
Säerin auf glattem Hintergrund, 1925

Die erste Marke des Musters "Säerin auf glattem Hintergrund" mit der Wertstufe 10 c erschien 1906. Dort ist der Boden, auf dem die Säerin geht, dargestellt. Zwei weitere Marken zu 10 c und 15 c erschienen im selben Jahr ohne Darstellung des Bodens, der auch bei den folgenden Ausgaben dieses Typs weggelassen wurde. Ab 1907 fungierte Jean-Baptiste Lhomme als Graveur, später unter anderen auch François Guilleman.
Die weiteren Ausgaben umfassen folgende Werte (Neuausgaben gleicher Wertstufen gingen mit Farbänderungen einher):
- 5c, 10 c, 20 c, 25 c, 30 c, 35 c, 10 c + 5c (Zuschlag zugunsten des Roten Kreuzes) (1907)
- 5 c, 10 c, 30 c (1922)
- 15 c, 30 c (2 Werte), 40 c, 1.05 F (1925)
- 10 c, 20 c, 40 c, 1.40 F (1926)
- 25 c, 40 c, 1.10 F, Markenheftchen mit Werten zu 5 c und 10 c (1927)
- 40 c (auch mit Aufdruck "Caisse d'amortissement + 10 c"), 2 F (1928–1931)
- 1 c (2 Werte, davon einer auch mit Überdruck "½ centime"), 2 c, 3 c, 5 c, 10 c, 30 c, 35 c (auch mit Überdruck "30 c")

1940 wurde die Ausgabe von Marken des Musters "Säerin" eingestellt.